# Casa consistorial de Sonsón
La Casa consistorial es la sede del gobierno municipal de Sonsón; desde ella despacha el alcalde y sesiona el concejo municipal. El edificio funciona también como la sede de la justicia ordinaria, y en ella se encuentran los juzgados del circuito.

## Historia
Desde la fundación de la ciudad, el 4 de agosto de 1800, fecha en la que también se trazó la plaza principal, se definieron los emplazamientos de las sedes civiles y eclesiásticas. Es así como se dispone la construcción de la casa de gobierno en el costado nororiental de la plaza de Ruíz y Zapata, lugar que hasta hoy, e ininterrumpidamente, ha sido la sede del gobierno de la ciudad.

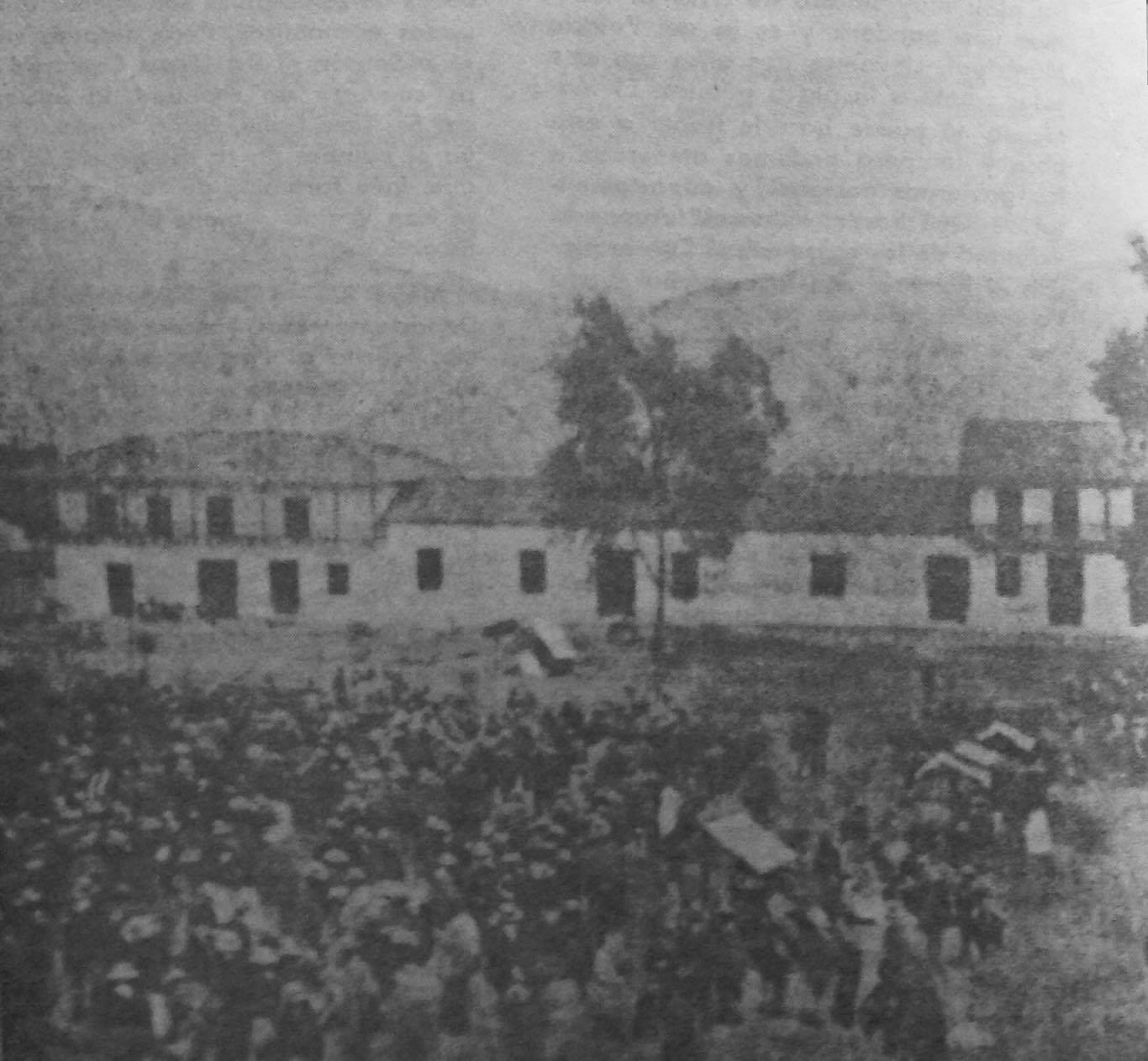
Casa consistorial (extremo izquierdo) en 1872.

### Primer edificio
A pesar de la alta probabilidad de que hubieran construcciones que predecesoras a ésta, el registro de las características del edificio se tiene desde 1872, a partir de una fotografía en la que éste figura como una casa de estilo colonial, presumiblemente hecha en tapia y bahareque; tradicional sistema constructivo de la época. El edificio era de dos plantas con balcón frontal; y siguiendo la lógica espacial del momento, debió contar con corredores interiores en claustro, patio central y zaguán de acceso.[cita requerida]

### Segundo edificio

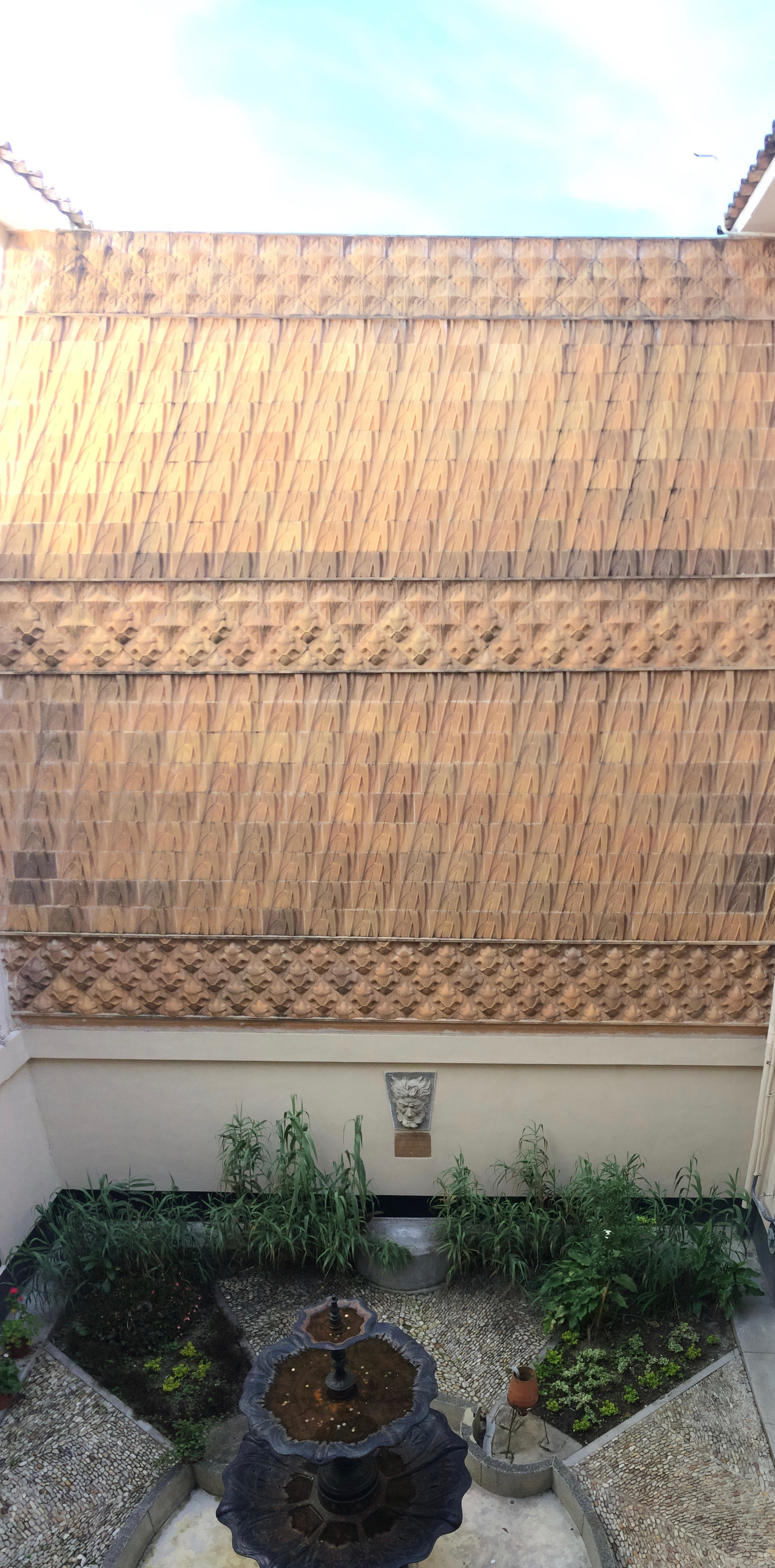
Patio central de la casa. Al fondo, mural en cerámica de Pablo Jaramillo; al frente parte de la centenaria pila de bronce traída de París por Lorenzo Jaramillo.

La década de 1910 parece haber sido el momento de la remodelación del viejo edificio, al suprimirse el balcón en madera, y modificarse la fachada creando 6 accesos en el primer piso, con sus correspondientes balcones individuales encima de cada uno. La fachada fue rediseñada y se revistió de un estilo         neoclásico con tenues influencias del herreriano.
Interiormente, seguía contando con características de un edificio de mediados del siglo XIX; fotografías de la época señalan que los espacios estaban solemnemente decorados con papel tapiz, relojes, espejos y lámparas de cristal.
El 5 de junio de 1957, en las horas de la noche, ardió en llamas el edificio gubernamental, y el día 6 en horas de la mañana, entre los escombros, apareció un bidón de gasolina que dejó como conclusión que el incendio había sido provocado por delincuentes. En el incendio se perdió una gran parte del archivo judicial, (razón que habría motivado la incineración) así como valiosas obras de arte, documentos históricos y ornamentos regalo a la ciudad del General Braulio Henao.

### Tercer edificio
El 9 de agosto de 1959, en solemne ceremonia fue colocada la primera piedra de la nueva casa de gobierno, con planos realizados en Bogotá por el arquitecto Luis Gabriel Sánchez Grillo.[cita requerida] Después de un debate suscitado por la opinión de los que creían que debía ser el gobierno nacional el que ejecutara la obra y los que, liderados por el doctor Delio Botero Goldsworthy, pensaban que la situación debía ser solucionada localmente.
Los trabajos se llevaron a cabo entre marzo de 1959 y noviembre de 1963.
La actual casa consistorial es un edificio de cuatro plantas, una de ellas subterránea. Estructuralmente está constituido por un sistema de pórticos en concreto armado, con mampostería en ladrillo, revocada por ambas caras.
Exteriormente, el primer nivel del edificio está revestido en piedra laja, en el segundo nivel cuenta con un balcón de connotación ceremonial, ubicado en el centro de la fachada principal; los ventanales tienen rejas individuales con alta factura artesanal, y las cubiertas son de teja de barro española. Al interior, y desde la plaza de Ruíz, un corredor longitudinal amplio sirve de entrada principal y distribuye el acceso a los diversos espacios. En el tramo medio del corredor, y en los niveles siguientes, se ubica la baranda que expone el patio del edificio; dentro de él destaca el imponente mural titulado Sonsón, obra del maestro Pablo Jaramillo; inmediatamente debajo un mascarón de Sátiro obra del escultor Rómulo Carvajal, y, en el centro del patio, una pila de agua traída de Francia y donada a la ciudad por don Lorenzo Jaramillo Londoño. El empedrado del patio fue realizado por alumnos de la desaparecida escuela “Emilio Botero Ramos”. Todos los corredores rematan visualmente con un vitral; el del primer piso, alusivo al primer escudo de Sonsón y la bandera municipal, el del segundo piso, una versión estilizada del escudo nacional y la bandera de Colombia, el del tercer piso, con motivos florales.
La escalera de los tres niveles es amplia y está alineada con el patio, por ella, entre otros espacios se accede al salón de Concejo Municipal, con techos enchapados en lámina troquelada y paredes revestidas en madera. Entre la decoración de este salón, destaca un óleo del Sagrado Corazón, con el escudo municipal en su extremo superior izquierdo; un busto de Bolívar y otro de Santander, de gran calidad artística, elaborados en yeso. 
En el tercer piso se encuentra el despacho del alcalde y una sala de juntas, decorada esta última con fotografías de Sonsón obra del fotógrafo Alejandro Castillo.[cita requerida]
|                                                   |
| Vitral alusivo a la República en el segundo piso. |

|                                                             |
| Vitral con el primer escudo de la Ciudad en el primer piso. |